# Jamaica (musikgruppe)
Jamaica er en new wave-trio fra Frankrig.

## Diskografi

### Album
- 2010 – No Problem
- 2014 – Ventura

### Singler
- 2010 – Jericho
- 2010 – I Think I Like U 2
- 2010 – Short and Entertaining
- 2010 – Cross The Fader